# Єленський Віктор Євгенович
Ві́ктор Євге́нович Єле́нський (нар. 26 березня 1957, м. Чадан, Тувинська АО) — український учений, релігієзнавець, публіцист, педагог, доктор філософських наук. Народний депутат України VIII-го скликання. З 19 грудня 2022 року — голова Державної служби України з питань етнополітики та свободи совісті.

## Життєпис
Віктор Євгенович Єленський народився 26 березня 1957 року в місті Чадан, Тувинська АО, де працювали його батьки — випускники київських вишів. Того ж року сім'я повернулась до Києва.
Закінчив середню школу № 85 у місті Київ.
У 1975–1977 рр. проходив строкову військову службу.
У 1986 р. брав участь в ліквідації аварії на Чорнобильської АЕС; у складі спецбатальйону 731 працював в особливо небезпечній зоні.
У 2018 р. був нагороджений орденом «За заслуги» III ступеня з нагоди 27-го Дня Незалежності України.
У 2019 році був на Міжпарламентській асамблеї православ'я (тоді розпочалися антиросійські протести в Грузії) і в Страсбурзі, коли Росія повернулася до ПАРЕ.

## Освіта
У 1982 році з відзнакою закінчив історичний факультет Київського національного університету ім. Тараса Шевченка.
У 1989 році захистив кандидатську дисертацію на тему «Протестантизм у процесі соціальної адаптації до умов радянського суспільства».
У 1998 році стажувався у Колумбійському університеті, в місті Нью-Йорк.
З 2003 року доктор філософських наук. Тема дисертації: «Релігійно-суспільні зміни в процесі посткомуністичних трансформацій: Україна в центрально-східноєвропейському контексті».
У 2004 році був стипендіатом програми Фулбрайт Україна. Досліджував проблеми релігійної свободи та національної ідентичності в Університеті Брігема Янга, штат Юта, США.

## Трудова діяльність
З 1991 по 1992 рік — науковий співробітник Інституту соціології НАН України.
З 1992 року провідний співробітник Інституту філософії НАН України ім. Г. С. Сковороди.  
У 1995—2004 роках головний редактор науково-популярного журналу «Людина і світ».
У 2005—2008 роках керівник київського бюро Радіо «Свобода».
З 2001 р. президент Української Асоціації релігійної свободи.
З 2005 викладач Дипломатичної Академії при МЗС України.
З 2010 професор Українського католицького університету.
З 2011 професор Національного педагогічного університету імені М. П. Драгоманова.
З березня 2014 року Радник Прем'єр-міністра України Арсенія Яценюка.
На позачергових парламентських виборах 2014 року був обраним Народним депутатом України VIII скликання за списками політичної партії «Народний фронт».
Кандидат у народні депутати від партії «Українська Стратегія Гройсмана» на парламентських виборах 2019 року, № 10 у списку.
З 2019 — головний науковий співробітник Інституту політичних і етнонаціональних досліджень ім. І. Ф. Кураса НАН України.

## Наукова діяльність
В.Єленський одним з перших в Україні ще у підцензурних виданнях виступив з критикою радянської антирелігійної політики. У роботі «Сучасний протестантизм: динаміка, процеси, тенденції» (Київ: Знання, 1989) він розкрив ідейні підвалини сталінських репресій проти віруючих і релігійних інституцій,  а хрущовську антицерковну кампанію кінця 1950-х – початку 1960-х років назвав «ганебною» (с.7-8).
У праці «Державно-церковні взаємини на Україні (1917–1990)», яка упродовж більш ніж 30 років не втратила свого наукового значення і активно цитується у спеціальній літературі, він спростовує шовіністичні міфи про Українську автокефальну церкву як нібито «витвір ЧК-ОГПУ», простежує становлення радянської політики в релігійній сфері, аналізує її природу і характер та особливості вкорінення в Україні.
Також захистив у 1989 р. дисертацію кандидата філософських наук під назвою: "Протестантское сектантство в советском обществе: анализ адаптивных процессов".
Віктор Єленський автор численних книг, наукових праць і публікацій як в Україні, так і за кордоном (США, Велика Британія, Швейцарія, Польща, Сербія, Росія, Бельгія, Німеччина та інші) Сфера наукових інтересів: соціологія та політологія релігії, релігія і глобалізація, релігія і конфлікт, державно-церковні відносини.
Він є одним із найбільш цитованих релігієзнавців України. 
У 2000 р. підготував проєкт Меморандуму «Релігія і зміни у Центральній і Східній Європі», на ґрунті якого Парламентська Асамблея Ради Європи ухвалила однойменну Рекомендацію № 1556 (квітень 2002).
Найвідоміші монографії: «Велике повернення: релігія у глобальній політиці та міжнародних відносинах кінця XX — початку XXI століття» (2013 рік), «Релігія після комунізму. Україна в центрально-східноєвропейському контексті» (2002 рік).

## Парламентська діяльність
У Верховній Раді VIII скликання заступник Голови Комітету з питань культури і духовності, голова підкомітету з питань державної політики у сфері свободи совісті та релігійних організацій.
Взяв участь у 98 % засідань Комітету.
Автор або співавтор низки законів, спрямованих на розвиток культурних індустрій, збереження культурної спадщини, реалізацію конституційних гарантій свободи совісті.
Зокрема, «Про внесення змін до деяких законів України щодо волонтерської діяльності», «Про державну підтримку кінематографії в Україні», «Про внесення змін до деяких законів України (щодо заснування релігійними організаціями навчальних закладів)», «Про внесення змін до Закону України „Про охорону культурної спадщини“ (щодо надання об'єктам підводної культурної спадщини статусу Морського меморіалу)».
Згідно з індексом iMoRe, який характеризує зусилля влади з впровадження реформ, за результатами чотирьох сесій 8 скликання, посів 24 місце з підтримки реформаторських законопроєктів з-поміж 416 депутатів .

## Сім'я
Одружений. Має доньку, сина та двох онуків.